# Esencijalna aminokiselina
Esencijalna aminokiselina je aminokiselina koju organizam ne može sam sintetizirati ("de novo", iz početka), nego ju mora unijeti hranjenjem.
Devet aminokiselina koji su esencijalne za ljudsku vrstu su fenilalanin, histidin, izoleucin, leucin, lizin, metionin, treonin, triptofan i valin.
Šest je aminokiselina uvjetno esencijalno. To znači da je ograničenost sposobnosti sinteze samo zbog posebnih patofizioloških situacija, kao kod prerano rođene djece ili ozbiljnih kataboličkih poremećaja. Te aminokiseline su: arginin, cistein, glicin, glutamin, prolin i tirozin.